# Xavier Thibault
Xavier Thibault est un compositeur français né le 10 décembre 1946. Fils de Madeleine et Jean-Marc Thibault, il est, avec son frère Frédéric Thibault, le fondateur du groupe Le Grand Orchestre du Splendid ainsi que le compositeur des chansons de Coluche.
Xavier et Frédéric sont les demi frères d'Alexandre Thibault, ce dernier ayant pour mère Sophie Agacinski.

## Discographie

### Le Grand Orchestre du Splendid
45 tours
- 1979 : Macao
- 1980 : La Salsa du démon
- 1981 : Radio Pirate
- 1982 : Super Dupont
- 1982 : La Chanson du bonheur
- 1984 : La Danse du bana
- 1984 : La Chanson d'Astérix
- 1986 : Katmandou
- 1987 : Le Grand Léchant Mou
- 1992 : Y a des hauts, y a des bas

33 tours
CD

### Pour Coluche
- 1975 : J'suis l'andouille qui fait l'imbécile, sur la face B du 45 tours L'autostoppeur
- 1975 : Quand je serai grand, sur la face B du 45 tours Le Schmilblic
- Je suis un voyou
- The blues in Clermont-Ferrand
- Je veux rester dans le noir
- Oh ! Ginette
- Noël
- Reviens, va-t'en
- Opéra vulgaire

### Pour Rita Brantalou
- 1985 : Tam Tam au pays des noirs-blancs, comédie musicale (avec le Grand Orchestre du Splendid).

### Musique de films
- 1985 : La Chanson d'Astérix
- 2010 : Les Barbares
- 2013 : Le jour a vaincu la nuit (The Day has Conquered the Night)
- 2013 : L'Optimisme
- 2017 : Lumières d'été